# ホーホーカムの怪
『ホーホーカムの怪』（ホーホーカムのかい、原題：英: The Ho-Ho-Kam Horror）は、アメリカ合衆国のホラー小説家ブルース・ブライアンが1937年に発表した短編ホラー小説。『ウィアード・テールズ』1937年8月号に掲載された。
ハワード・フィリップス・ラヴクラフトとゼリア・ビショップの合作『イグの呪い』に触発されている可能性が指摘されている。

## あらすじ
2000年前、ホー＝ホー＝カム族（現代ピマ族の言葉で「消滅した民」の意）が下ギラ峡谷のあたりに侵入し、現アリゾナ州南のあらゆる場所に城壁村が建設される。彼らは記録を残さず滅びたために、他のインディアンにも、16世紀以降に来た白人にも、謎が多い部族となる。
フォーサイスは友人の考古学者シャーリーから、3ヶ月ほど山籠もり調査をするという予定を知らされる。だがふと街に出たフォーサイスは、調査に参加していたはずのインディアン作業員のジム・レッド＝クラウドを見つけ、怪訝に思い事情を尋ねる。彼は退職という形で山を下りたと明かし、「（調査対象である）神聖な山では白人は侵入者だ。古の神イグ＝サツーティは秘密を探ろうとする侵入者を呪う」と告げる。フォーサイスは意味を理解できなかったものの、シャーリーの身に何かよくないことが起こったことを確信し、保安官に報告する。
翌10月18日、フォーサイスは保安官達と共に、インディアンの聖地にしてガラガラヘビの繁殖地であるスーパースティション山（迷信山）に足を運ぶ。道中、一行は野生のガラガラヘビやコヨーテに遭遇するが、やがて「生物が全くいない」奇妙なエリアに踏み込み、野営跡を発見する。テントはズタズタに引き裂かれ、荷物は破壊し尽くされていたが、シャーリーの遺体は無く、だが立ち去った足跡も無い。地面には、シャーリーの足跡を消すように、蛇の「10倍はあろう」鞭のような跡が残されていた。続いて、日誌と、発掘品であろう赤い壺と、壺の写真数葉を見つける。
行方不明のまま1年が経過し、事件は迷宮入りする。だが日誌を読んだフォーサイスは、狂人の戯言と思いつつも、シャーリーが遭遇した恐怖の正体を悟り、日誌を公開する。日誌や写真と共に回収した赤壺には、絵模様が一つだけ描かれており、ガラガラヘビの顎の間から人の腕が一本垂れ下がっている。

### シャーリーの日誌
スーパースティション山で調査を行うためには、部族の呪い師の許可を取る必要があった。だがシャーリーから話を聞いた呪い師は仰天して「呪い破りじゃ！」と迷信に怯える。シャーリーは警告を押し切り、山に入る。ガラガラヘビを初め、多様な野生生物に遭遇したが、到着した廃墟には生物が全くいなかった。
10月7日、シャーリーはジムら数名のインディアン人夫たちを率いて、集落跡にキャンプを設営する。廃集落の規模は、家屋150軒ほど、数本の石塔は四・五階ほどの高さである。シャーリーは、発掘した赤壺から、この集落が栄えた時代を1000年以上前と推測する。数日後、ジムたちがキーヴァ（地下礼拝所）に通じるトンネルの入口を掘り当て、シャーリーは古代インディアンの宗教神殿を見つけたことを喜ぶ。
ジムがキーヴァで見つけた赤壺には、翼あるガラガラヘビが描かれており、さらに壺を回転させると裏側にはその蛇から懸命に逃げている男の姿が描かれていた。人夫たちは皆、イグ＝サツーティの呪い破りだと恐れ、壺を元の場所に戻して帰ろうと言い出し、不安に駆られて働こうとしなくなる。シャーリーは人夫たちの意見を一蹴し、ここを離れないことを宣言した上で、報酬を増やしてやると発破をかける。ジムが再び赤壺を見て突然震え出すが、シャーリーには何がおかしいかわからない。次の日になると、シャーリーも赤壺の何かが変わっていると違和感を覚えるも、具体的にどこかを特定できないでいた。
入口から土砂が取り除かれ、シャーリーが単身で古代の聖堂に入って中を探っていると、大蛇のような怪物が現れる。怪物は、シャーリーが持つマッチの炎を警戒して動かず、シャーリーはゆっくり後退する。ついにポケットのマッチが尽きたシャーリーであったが、全速力で入口まで疾走して、命からがら地上に生還する。冷静になった彼は「あいつはただ大きいだけの蛇であり、非科学的な魔物などではない」と安堵する。
10月12日、ジムが壺を見て絶叫したことで、シャーリーは壺の表面に描かれている「蛇が男に近づいてきている」ことをようやく理解する。だがとても信じられず、カメラで壺を四方から撮影して、思い込みからの恐怖であると否定しようとする。だが翌13日、昨日の写真と今日の壺が異なっており、絵模様が動いている事実が証明される。ジムたちは、もうシャーリーに従わないと宣言する。
10月14日朝、目覚めたシャーリーが壺を見ると、蛇は逃げる男にのし掛かっている。シャーリーはヒステリックにジムを呼ぶも、応答はなく、人夫たちが逃げ帰ったことを知る。置き去りにされたシャーリーであったが、大発見を諦めず、この場所にとどまろうとする。夜になり、シャーリーは何か不安を覚えつつ、光が苦手なあの大蛇のことを思い、ランプが消え、マッチを探すうちに妙な摩擦音を聞いて――、日誌はここで終わり、最後に意味不明の言葉がページ半分大になぐり書きされている。

## 主な登場人物
- フォーサイス - 語り手。シャーリーの友人。
- フルトン・シャーリー - アメリカ南西部屈指の考古学者。古代人の民族起源を探求する。失踪し、10月7日から14日までの日誌が発見される。
- ジム・レッド＝クラウド - ピマ族（英語版）インディアン。シャーリーの人夫頭。白人の学校で教育を受けた。
- ドーソン保安官 - フォーサイスの通報を受けて、2人の助手を連れてシャーリー捜索に出かける。
- メニイ・ウィンズ - ピマ族の長老呪術師。ホー＝ホー＝カム族を「蛇の民」と呼称する。
- コロナード - 実在の人物。16世紀のスペイン人探検家（コンキスタドール）。
- ホー＝ホー＝カム族（英語版） - 実在したインディアン部族。記録に乏しく謎が多い。

イグ＝サツーティ
ピマ族が恐れる蛇の神。ジムいわく「全ての神に君臨するインディアンの神」で、知恵と秘密を司り、名を口にすることすら禁じられている。
発掘された赤壺には、翼を持つガラガラヘビが描かれていた。
大蛇
長寿の蛇。胴体には退化した一対の翼が生え、牙からは毒液と涎を垂らしている。爬虫類の突然変異、または呪術師の魔物。
周辺エリアに生物が全くいない理由は、あらゆる野生生物たちがこの大蛇を恐れ、本能で近づいてこないため。長年地下で生きているため、眼が退化しており、光を嫌い、マッチの炎には近づかず、日光の照る地上にも出られない。

## 収録
- 『ウィアードテールズ4』国立図書館、根本政信訳

特定シーンと壺（の写真）が挿絵化されており、壺の変異がわかるようになっている。

## 関連作品
- イグの呪い、墳丘の怪